# توبيراما سينجو
توبيراما سينجو  (باليابانية: 千手扉間، بالروماجي: Tobirama Senju) هو شخصية خيالية من أنمي ناروتو وهو الهوكاجي الثاني لقرية كونوها، وأحد أفراد عشيرة السينجو، خاضت عشيرته العديد من المعارك مع عشيرة الأوتشيها التي سببت العديد من الحروب على مر العصور، ويكن كراهية شديدة للأوتشيها ويظن أنهم منبع للشر والفساد. اخترع العديد من التقنيات المميزة المنتشرة في عالم النينجا.

## المظهر الخارجي
يرتدي قميص شبكي بلا أكمام ومعطف أزرق داكن محدد بنهايات سماوية اللون مع ربطة صفراء، ويرتدي حافظة الشوريكن على أعلى فخذه الأيمن، حامي الجبين الخاص به رمادي اللون وله امتدادات جانبية تصل إلى منتصف فكيه.
عند القتال يرتدي لباس ضيق أسود اللون طويل الأكمام وعليه درع حديدي أزرق اللون مكسو بالفراء أعلى الكتف وظيفته حماية الصدر والظهر والأكتاف.
لديه وشم ثلاثي برتقالي اللون على وجهه، الوشم الأول يمتد من أسفل فمه إلى ذقنه، والوشمان الآخران يمتدان من فكيه وصولا إلى عظمتي الخد.

## شخصيته
يتصف توبيراما بالذكاء والذكاء بالمعركة، وصراحته وعدم مجاملته. كان يعرف بهدوئه، ونادرًا ما كان يغضب. أحب توبيراما أخاه الأكبر هاشيراما، مع أنه كان يصفه بالغباء بعض الأحيان. ووازنت صرامة توبيراما شخصية أخيه المتساهلة والعفوية.
كان توبيراما محبًا لقريته قرية الورق المخفية، حيث من فلسفته أن كل من في القرية عائلة، ومن مهامه حماية هذه العائلة.
يُعرف توبيراما أيضًا ببغضه لعشيرة الأوتشيها.

## قدراته القتالية
- لياقة بدنية عالية.
- يفضل استخدام الشوريكن والكوناي.
- مختص في تقنيات سويتن (الماء)، يفضل النينجتسو أو التايجتسو وإذا ما لزم الأمر يستخدم القينجتسو.
- قادر على استخدام تقنيات التعذيب والاستجواب والاستخبارات كما أنه قادر على استخدام سويتن رفيعة المستوى لا يشترط فيها وجود كمية كبيرة من الماء في الجوار.

## علاقاته الشخصية

### عائلته
- هاشيراما سينجو أخوه الأكبر والهوكاجي الأول، لهاشيراما شخصية تجمع بين الرزانة والقوة والحنان والعاطفة على كل أفراد قريته.
- بوتسوما سينجو والد توبيراما الذي سعى لترسيخ عقيدة العشيرة في أبناؤه حتى إن عنى ذلك أن يموت هو وأبنائه في سبيلها.
- كاواراما سينجو وهو أصغر إخوته مات في حرب السينجو والاوتشيها عندما كان عمره 7 أعوام.
- ايتاما سينجو وهو أخ توبيراما الأصغر أراد أن ينتقم لأخيه كاواراما بعد موته في الحرب، لكن في وقت لاحق لقى حتفه من قبل خمس شينوبي من عشيرة الأوتشيها، وتلك الواقعة كانت أحد أسباب كره توبيراما للأوتشيها.
- تسونادي حفيدة أخيه هاشيراما وهي آخر أفراد عشيرة سينجو على قيد الحياة وهي الهوكاجي الخامس شخصيتها رزينة تغضب بسرعة، تحب لعب الورق، وتحب الجلوس في مكتبها دائما.
- ناواكي وهو حفيد أخيه هاشيراما قتل في الحرب وهو صغير، لكن شقيقته الكبرى تسونادي ظنت أن القلادة الخاصة بالهوكاجي الأول والتي أهدتها له هي التي أثرت عليه. شخصيته لطيفة ومرحة، فهو مشاغب ويحب الابتسام دائما.

### تلاميذه
- هيروزين ساروتوبي تلقى ساروتوبي تدريبه على يد هاشيراما وتوبيراما، وأصبح الهوكاجي الثالث من بعدهما وقتل على يد أوروتشيمارو في إحدى المعارك. شخصيته تجمع بين الجدية والصرامة ككل من الهوكاجي الأول والثاني، يحب الجلوس على مقعده دائما ويحب تدخين غليونه.
- دانزو شيمورا أحد تلاميذه وقائد الإنبو الأصل وأحد كبار مجلس كونوها وصديق طفولة ساروتوبي ويعتبر من أذكى الشخصيات حيث تمكن من إبادة عشيرة الاوتشيها وقتل زعيم اكاتسكي السابق ياهيكو وقائد قرية الماء هانزو، وخطط أوبيتو لقتل دانزو عن طريق ساسكي.

## وصلات خارجية
- ناروتو ويكي